# Mimudea melanostictalis
Mimudea melanostictalis là một loài bướm đêm trong họ Crambidae.